# 황조가
“황조가”(黃鳥歌)는 기원전 17년에 고구려의 유리명왕(瑠璃明王)이 지었다고 전해지는 노래이다. 삼국사기에 4언 4구의 한시 형태로 번역되어 전하고 있다. 이 노래는 창작 연대가 기원전 17년경에 이루어진 것으로, 문학사적으로 최초의 서정요라는 데 그 존재 가치가 있다.

## 노랫말
〈황조가〉의 노랫말은 다음과 같다.
| “                              | 翩翩黃鳥 (편편황조) 雌雄相依 (자웅상의) 念我之獨 (염아지독) 誰其與歸 (수기여귀) | ” |
| — 유리명왕(瑠璃明王), 삼국사기 |                                                                                 |   |

## 원문과 배경 설화
| “ | 유리명왕(瑠璃明王) 3년(기원전 17년) 가을 7월에 골천(鶻川)에 별궁(別宮)을 지었다. 겨울 10월에 왕후 송씨(王后 宋氏)가 죽자 대왕은 다시 두 여자들에게 장가를 들어 후처로 삼았다. 하나는 화희(禾姬)인데 골천인(鶻川人)의 딸이고, 또 하나는 치희(稚姬)인데 한나라(漢) 사람의 딸이다. 두 여자가 남편에게 사랑을 받으려고 서로 다투며 화목하지 않았으므로 대왕은 양곡(凉谷)에 동·서 2궁을 지어 각각 살게 하였다. 그 후에 대왕이 기산(箕山)으로 사냥을 나가 7일 동안 돌아오지 않자 두 여자가 서로 다투었다. 화희가 치희를 꾸짖어 “너는 한가(漢家)의 비첩(婢妾)으로 무례함이 어찌 이리 심한가?”라고 하였다. 치희가 부끄럽고 한스러워 도망쳐 돌아갔다. 대왕은 그 말을 듣고 말을 채찍질하여 쫓아갔으나 치희는 성을 내며 친가에서 돌아오지 않았다. 이에 대왕은 나무 밑에서 쉬다가 꾀꼬리[黃鳥]가 날아와 모여드는 것을 보고 감탄하여 노래하였다. | ” |
|   | — 《삼국사기》 고구려본기 제1권 유리명왕편 |   |

## 작자에 대한 견해들
양주동, 이가원, 문선규, 유종국 등이 유리왕을 작자로 본다. 정병욱은 작자 불명의 고대가요가 한역되어 유리왕 설화에 삽입된 것으로 보고, 임동권은 민요에서 한역된 것으로 보며, 김승찬은 유리왕 시대의 한 부족장이 지은 것을 후대에 채록한 것으로 본다. 후인이 위작한 것으로 보는 고정옥의 견해도 있다.

## 같이 보기
- 고구려 유리명왕
- 삼국 시대의 문학

## 주해
1. ↑  서사시로 보는 견해도 있다. 이명선은 치희와 화희가 대표하는 종족간의 대립을 유리왕이 중재하려다 실패하고 부른 노래로 보았고, 이가원은 유리왕이 한족의 문화에 도취되어 그를 수용하려다 토착민인 골천인의 총의에 따르지 않을 수 없음을 보여준 서사시로 보았다.[1]